# Scythocentropus
Scythocentropus là một chi bướm đêm thuộc họ Noctuidae.

## Loài
- Scythocentropus eberti Hacker, 2001
- Scythocentropus inquinata (Mabille, 1888)
- Scythocentropus misella (Püngeler, 1908)
- Scythocentropus scripturosa (Eversmann, 1854)
- Scythocentropus singalesia (Hampson, 1918)